# 狄庸
杨-维莱姆·狄庸（荷蘭語：Jan Willem (J. W.) de Jong，1921年2月15日—2000年1月22日)，二十世纪荷兰印度学家、佛学家。 

## 生平简介
狄庸出生于荷兰莱顿。他在莱顿接受初、中、高等教育，自1939年至1945年，在莱顿大学学习终生的研究对象--佛教的圣典语言。他重点学习汉语，同时辅修日语和梵文。1940年德军入侵荷兰后，他被迫独自继续他的研究。随着战争的结束，1945年学校重新开放，他通过了毕业考试。1946年，他前往美国哈佛大学，在那里继续他的梵文典籍研究并担任客座教授。
从1947-1950年，他去巴黎就读于索邦大学和法兰西公学院，并在那里开始学习藏文。他在巴黎结识了吉赛尔·巴盖斯（Gisèle Bacquès）小姐，并于1949年同她结婚。同年，他被授予莱顿大学的博士学位，他的博士论文是有关月称《名句论》（Prasannapadā）的翻译 。他也开始学习蒙古语。
他于1950年返回荷兰后，在1950-1954年间担任高级研究助理 ，于1954-1956年在莱顿大学的汉学院（Sinologisch Instituut）任研究员。1956年，他成为莱顿大学印度学研究所的第一任藏语和佛教研究的教授。为了促进印度学研究论文的出版，狄庸和莱顿大学的同事奎魄（F. B. J. Kuijper）一起于1957年创办了《印度-伊朗学报》。1965年，他移居澳大利亚，在堪培拉任澳大利亚国立大学印度学教授，直至1986年退休。

## 学术造诣
狄庸精通的语言有：荷兰语，法语，英语，德语，汉语，日语，俄语，丹麦语，蒙古语，梵文，巴利文，藏文。他的学术出版物数量超过800种，其中700种是评论。他在藏学研究领域作出了重大贡献，其中有对米拉日巴生平的研究 Tsangnyong Heruka Rüpägyäncän (Gtsang-smyon he-ru-ka rus-pa'i-rgyan-can) (1490)，他编辑并翻译了敦煌手稿中藏文的“罗摩衍那”故事。此外，他在20世纪40年代就研究中观哲学，是最早详细研究此主题的学者之一。

## 丰富藏书
狄庸在堪培拉去世。在2000年4月，新西兰基督城坎特伯雷大学在堪培拉从他的家人手中买走了他超过两万册藏书中的约1万2000册。

## 部分作品
1959. 《藏文本米拉日巴的一生》 Mi la ras pa’i rnam thar，‘S-Gravenhage: Mouton.
1949. 《明句论的五章》Cinq chapitres de la Prasannapadā.
1974. 《欧美佛学研究简史》A brief history of Buddhist studies in Europe and America. Supplements published in 1981 and 1991.
1968. 《佛言在中国》Buddha's word in China (George Ernest Morrison lecture in ethnology).
1987. 《拉冒特与无我教义》Lamotte and the doctrine of non-self.
1989. 《西藏的罗摩故事》The story of Rāma in Tibet. Stuttgart: F. Steiner.
1998. 《再一次，他给自己涂油》"Once more, ajyate." Journal of the American Oriental Society, Vol. 118, No. 1 (Jan. - Mar., 1998), pp. 69–70